# Diana Pietruch-Reizes
Diana Pietruch-Reizes – polska bibliolog, dr hab. nauk humanistycznych, profesor nadzwyczajny na Uniwersytecie Jagiellońskim.

## Życiorys
Odbyła studia na Uniwersytecie Śląskim w Katowicach, 29 kwietnia 1991 obroniła pracę doktorską Rozwój środków przekazu informacji o prawie, otrzymując doktorat, a 14 marca 2006 habilitowała się na podstawie oceny dorobku naukowego i pracy zatytułowanej Biblioteka i informacja w systemie parlamentarnym Unii Europejskiej i Rady Europy (od historii do współczesności).
Została zatrudniona na stanowisku adiunkta w Instytucie Informacji Naukowej i Bibliotekoznawstwa na Wydziale Zarządzania i Komunikacji Społecznej Uniwersytetu Jagiellońskiego, oraz pełni funkcję członka prezydium Rady Towarzystw Naukowych Polskiej Akademii Nauk, prezesa Polskiego Towarzystwa Informacji Naukowej i profesora nadzwyczajnego na Uniwersytecie Jagiellońskim.